# Pernille Holmboe
Pernille Holmboe, född 2 maj 1977 i Bærum, Norge, är en norsk fotomodell, numera bosatt i London. Hon var kedjan Gina Tricots fotomodell och ansikte utåt i flera år, men i början av 2010 ersattes hon av den brasilianska fotomodellen Emanuela de Paula. Hon har även setts i bland annat Hennes & Mauritz:s stora vårkatalog. Hon är 178 cm lång.